# Тессі-сюр-Вір
Тессі́-сюр-Вір (фр. Tessy-sur-Vire) — колишній муніципалітет у Франції, у регіоні Нормандія, департамент Манш. Населення — 1448 осіб (2011).
Муніципалітет був розташований на відстані близько 250 км на захід від Парижа, 60 км на південний захід від Кана, 16 км на південь від Сен-Ло.

## Історія
До 2015 року муніципалітет перебував у складі регіону Нижня Нормандія. Від 1 січня 2016 року належав до нового об'єднаного регіону Нормандія.
1 січня 2016 року Тессі-сюр-Вір і Ферваш було об'єднано в новий муніципалітет Тессі-Бокаж.

## Демографія
Динаміка населення (EHESS і Insee ):
Розподіл населення за віком та статтю (2006):
| Стать | Всього | До 15 років | 15-24 | 25-44 | 45-64 | 65-85 | Понад 85 |
| --- | ------ | ----------- | ----- | ----- | ----- | ----- | -------- |
| Чоловіки | 688    | 108         | 108   | 144   | 144   | 176   | 8        |
| Жінки | 796    | 116         | 80    | 200   | 120   | 240   | 40       |
| \| Статево-вікова піраміда \| Статево-вікова піраміда \| Статево-вікова піраміда \| \| ----------------------- \| ----------------------- \| ----------------------- \| \| Чоловіки \| Вік \| Жінки \| \| 8 \| 85 + \| 40 \| \| 60 \| 80-84 \| 60 \| \| 48 \| 75-79 \| 72 \| \| 52 \| 70-74 \| 60 \| \| 16 \| 65-69 \| 48 \| \| 16 \| 60-64 \| 16 \| \| 44 \| 55-59 \| 56 \| \| 36 \| 50-54 \| 28 \| \| 48 \| 45-49 \| 20 \| \| 40 \| 40-44 \| 64 \| \| 44 \| 35-39 \| 40 \| \| 44 \| 30-34 \| 64 \| \| 16 \| 25-29 \| 32 \| \| 64 \| 20-24 \| 40 \| \| 44 \| 15-20 \| 40 \| \| 36 \| 10-14 \| 44 \| \| 36 \| 5-9 \| 36 \| \| 36 \| 0-4 \| 36 \| |        |             |       |       |       |       |          |
| Статево-вікова піраміда |        |             |       |       |       |       |          |
| Чоловіки | Вік    | Жінки       |       |       |       |       |          |
| 8 | 85 +   | 40          |       |       |       |       |          |
| 60 | 80-84  | 60          |       |       |       |       |          |
| 48 | 75-79  | 72          |       |       |       |       |          |
| 52 | 70-74  | 60          |       |       |       |       |          |
| 16 | 65-69  | 48          |       |       |       |       |          |
| 16 | 60-64  | 16          |       |       |       |       |          |
| 44 | 55-59  | 56          |       |       |       |       |          |
| 36 | 50-54  | 28          |       |       |       |       |          |
| 48 | 45-49  | 20          |       |       |       |       |          |
| 40 | 40-44  | 64          |       |       |       |       |          |
| 44 | 35-39  | 40          |       |       |       |       |          |
| 44 | 30-34  | 64          |       |       |       |       |          |
| 16 | 25-29  | 32          |       |       |       |       |          |
| 64 | 20-24  | 40          |       |       |       |       |          |
| 44 | 15-20  | 40          |       |       |       |       |          |
| 36 | 10-14  | 44          |       |       |       |       |          |
| 36 | 5-9    | 36          |       |       |       |       |          |
| 36 | 0-4    | 36          |       |       |       |       |          |

## Економіка
2010 року серед 800 осіб працездатного віку (15—64 років) 586 були активними, 214 — неактивними (показник активності 73,3%, у 1999 році було 74,8%). З 586 активних мешканців працювало 528 осіб (294 чоловіки та 234 жінки), безробітними було 58 (27 чоловіків та 31 жінка). Серед 214 неактивних 60 осіб було учнями чи студентами, 111 — пенсіонерами, 43 були неактивними з інших причин.

У 2010 році в муніципалітеті числилось 669 оподаткованих домогосподарств, у яких проживали 1401,0 особи, медіана доходів виносила 15 963 євро на одного особоспоживача